# Немања Обрадовић (фудбалер)
Немања Обрадовић (Београд, 29. маја 1989) српски је фудбалер.